# عیسی مسیح در تلمود

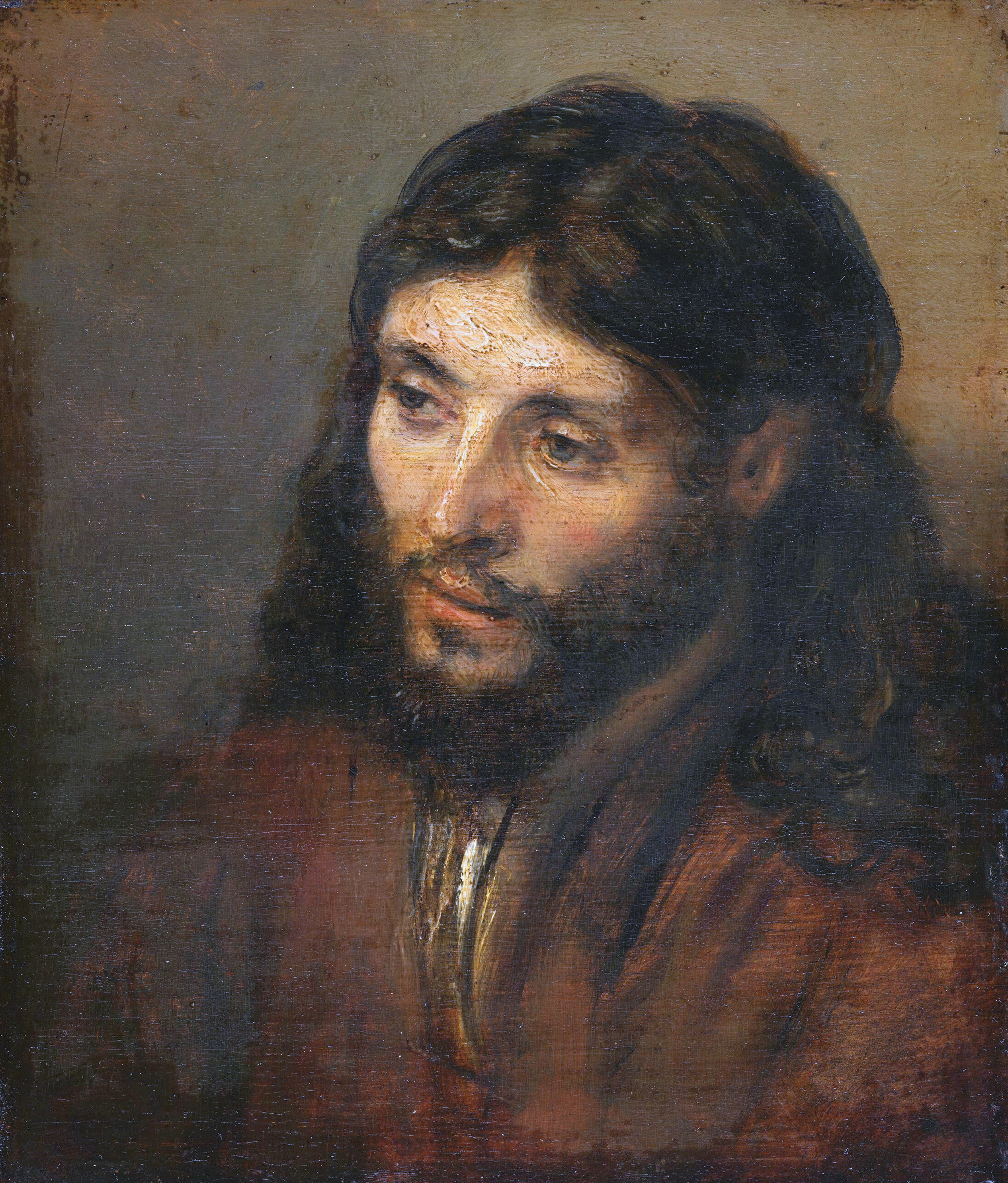
عیسی در تلمود

عیسی مسیح در تلمود (انگلیسی: Jesus in the Talmud) به بخشهایی از تلمود اشاره دارند که بر اساس بعضی اشاره به عیسی مسیح دارد. این قسمت‌های تلمود به شدت بحث‌برانگیز بوده و در گذر زمان در زمان‌های مختلف بسیار مورد سانسور قرار گرفتند. اولین سانسور تلمود توسط مسیحیان در سال ۵۲۱ میلادی صورت گرفت. مسیحیان معتقد بودند که تلمود دارای اشاره بسیار منفی به عیسی و مادرش مریم است، ولیکن مدافعان تلمود اعتقاد داشتند که نام عبری عیسی (یشوع یا یوشع) نامی شایع در بین یهودیان بوده‌است و این اشارات به فرد دیگری است.
در دنیای امروزه هنوز هم بحث در مورد این بخشهای تلمود وجود دارد. بعضی تاریخدانان اعتقاد دارند که این بخشها به شخص عیسی و مادرش مریم اشاره دارند ولیکن بعضی دیگر معتقد به این امر نیستند.
بسیاری از نسخه‌های امروزی تلمود دارای بخشهای ذکر شده یا به دلیل سانسور شدن توسط حاکمان مسیحی یا توسط خود یهودیان از روی ترس از حملات به یهودیان نمی‌باشد؛ ولیکن بیشتر نسخه‌های چاپ شده در قرن بیستم این بخشها را مجدداً چاپ کردند.

## تاریخ
در قرون وسطی بحثهای زیادی در مورد محتوای تلمود توسط مسیحیان صورت گرفت. معروفترین این بحثها دادگاه پاریس بود که در آن یک یهودی مسیحی شده به نام نیکولاس دونین تلمود را متهم کرد که به عیسی مسیح اتهام جادوگری و به مادر او مریم اتهام فاحشگی می‌دهد. دونین در مناظره عمومی با یهودیان در مورد تلمود برنده شد و توانست از شاه فرانسه دستوری برای سوزاندن تمامی نسخه‌های تلمود دریافت کند. در سال ۱۲۸۰ میلادی در کاتالان اسپانیا رامون مورتی یک یهودی مسیحی شده در مورد بخشهای منفی تلمود در مورد عیسی مطالبی نوشت. در سال ۱۶۸۱ میلادی یوهان کریستوف واگنسیل بخشهای ضد مسیحی تلمود را از منابع یهودی ترجمه کرد و آن را به نام تیرهای آتشین شیطان، که کتاب‌های مخفی و وحشتناک یهودیان در مورد عیسی، خدا و مسیحیت است چاپ کرد. اولین کتابی که به صورت کامل به عیسی در تلمود اختصاص داده شد به نام عیسی در تلمود در سال ۱۶۹۹ توسط رودولف مارتین میلفهرر چاپ شد. در سال ۱۷۰۰ میلادی یوهان آندریاس آیزنمنگر کتابی به نام یهودیت بدون نقاب منتشر کرد که در مورد توصیفات عیسی در تلمود بود. این کتاب منبع اصلی بسیاری نوشتارهای ضدیهودی بعدی نظیر تلمود بدون نقاب نوشته جاستیناس بوناونتور در سال ۱۸۹۲ شد.
در قرن بیستم بررسی مسئله عیسی در تلمود از بعد مذهبی و احساسی خارج شد. ساموئل کراوس اولین فردی است که به صورت آکادمیک به مسئله عیسی در تلمود پرداخته‌است. در سال ۱۹۱۰ هرمان استرک کتابی نوشت که در آن اظهار کرد تلمود دارای هیچ بحثی در مورد عیسی نیست. در سال ۱۹۲۲ جوزف کلاسنر به‌طور مشابهی اعلام کرد که عیسی در تلمود مورد ذکر قرار نگرفته‌است. بیشتر تاریخدانانی که در قرن بیستم به مسئله عیسی در تلمود توجه کردند اعتقاد داشتند که فرد مورد نظر در تلمود شخص عیسی مسیح نیست.

## سانسور و بحث
در بین سالهای ۱۲۳۹ تا ۱۷۷۵ میلادی کلیسای کاتولیک رم به شدت با کتاب تلمود مقابله می‌کرد. در این زمان‌ها بحث در مورد تلمود شدت داشت که اولین آن در دادگاه نیکولاس دونین در پاریس بود. بیشتر حاخامها در این زمان ادعا می‌کردند که یشوع مورد اشاره در تلمود عیسی نیست. در بسیاری زمان‌ها در بین سالهای ۱۲۳۹ تا ۱۷۷۵ میلادی نسخ تلمود جمع‌آوری شده و سوزانده شدند. بعد از کشف صنعت چاپ به دستور پاپ تمامی قسمت‌های مربوط به عیسی از تلمود سانسور می‌شدند. این ممنوعیت تا سال ۱۷۷۵ میلادی ادامه داشت. از این رو از قرن ۱۳ بسیاری از افرادی که تلمود را چاپ کردند بخشهای بحث‌برانگیز آن را سانسور کردند.

## بخشهای مرتبط تلمود
چندین بخش تلمود وجود دارد که احتمال دارد به عیسی مسیح اشاره کرده‌باشد. این بخشها به شرح زیرند:
- حاخامها به ما گفتند که عیسی نذیری پنج شاگرد داشت :متای، نقای، نتذر، بونی و تودا.
- حاخام گفت:عیسی نذیری جادوگر بود و مردم را فریب می‌داد و اسرائیل را گمراه کرد.
- عیسی پسر استادا پسر پاندرا است؟

رو حسیدا گفت :"شوهر او استادا و معشوقه او پاندرا بود؛ ولیکن آیا شوهر پاپوس پسر یهودا و مادر او استادا نبود؟ نه مادر او مریم بود که موهایش را بلند می‌کرد و استادا لقب داشت. پمپبدیتا در مورد او گفت :او به شوهرش خیانت کرد.
- در عصر عید پسح عیسی نذیری به دار آویخته شد و فردی در مورد او گفت :عیسی نذیری قرار است سنگسار شود زیرا جادوگری می‌کرد و اسرائیل را تشویق و فریب به بت‌پرستی می‌کرد. هر کسی که در دفاع از او چیزی دارد بیاید و بگوید؛ ولیکن چون هیچ دفاعی از او پیدا نکردند او را در عصر عید پسح اعدام کردند.
- اولاً گفت: آیا می‌پندارید که عیسی کسی بود که می‌شد از او دفاع کرد؟ او یک مسیت (کسی که اسرائیل را به بت‌پرستی می‌کشاند) بود که در مورد او خداوند می‌گوید :نسبت به او هیچ رحم نداشته باشید و او را حفاظت نکنید. با عیسی نذیری این مسئله متفاوت بود؛ زیرا او به دولت نزدیک بود.

### بخشهای مرتبط دیگر
- بخش سنهدرین ۴۳ الف در مورد دادگاه و اعدام جادوگری به نام عیسی صحبت می‌کند که پنج شاگرد داشت. جادوگر سنگسار شده و در عید پسح اعدام می‌شود.
- بخش سنهدرین ۱۰۷ می‌گوید که عیسی اربابانش را با توجه بیش از حد به همسر هتلدار عصبانی کرد. عیسی مایل بود بخشیده شود ولیکن ربی او را به سادگی نبخشید و عیسی در درماندگی یک تکه چوب برداشت و آن را پرستش کرد.
- بخش گیتین ۵۶ الف و ۵۷ الف داستانی در مورد اونکلوس که روح عیسی را برای صدمه زدن به اسرائیل صحبت می‌کند بیان می‌کند. این بخش مجازات عیسی را سوختن در مدفوع داغ در دنیای پس از این بیان می‌کند.

همچنین بخشهای سنهدرین ۶۷ الف، سنهدرین ۱۰۶ الف و شبات ۱۰۴ ب معمولاً کفرآمیز نسبت به مریم مادر عیسی دانسته می‌شوند. این بخشها در مورد زنی به نام مریم که فاحشگی می‌کرده‌است و به شوهر خود خیانت کرده‌است صحبت می‌کنند.

## خلاصه
محققینی که عیسی را با شخص ذکر شده در تلمود یکی می‌دانند اتهامات تلمود در مورد او را به شرح زیر خلاصه می‌کنند:
- عیسی یک جادوگر بود و شاگردانی داشت.
- او مردم را شفا می‌داد.
- او یک معلم تورات بود.
- او یک پسر و شاگردی بود که بد درآمد.
- او شاگردی بود که ساحر بود و به بت‌پرستی کشیده شد.
- او در دنیای پس از این مجازات می‌شود.
- او اعدام شد.
- او پسر زنی به نام مریم بود.